# Révolution biologique
 (juin 2007).
La biologie, qui est la « science du vivant », a connu des modifications conceptuelles profondes au cours des derniers siècles. Passant des théories fixistes de Cuvier aux théories transformistes de Lamarck, puis à la théorie de l'évolution de Darwin… et plus récemment, avec l’apport des connaissances actuelles toujours plus précises sur la structure cellulaire et sur les structures moléculaires.
La biologie a su s’imposer comme une discipline dynamique, au centre d’une impulsion d’innovation qui semble marquer la période XXe siècle - XXIe siècle. Les apports de la biologie au domaine médical suscitent de l’espoir pour les générations futures avec la mise à mal des grands fléaux de notre temps, comme le cancer et le SIDA.

L’année 1953 peut être légitimement donnée comme point de départ de cette Révolution biologique.

## L'année 1953
Cette année a vu se produire, dans les deux parties du monde les plus éloignées, certains évènements qui devaient révolutionner notre vision du vivant.
Ce fut d'abord un article paru dans le numéro d’avril de la revue britannique Nature qui disait « Nous voudrions proposer une structure du sel de l’acide désoxyribonucléique ». C’est la découverte de la structure de l’ADN par les biochimistes Watson et Crick. Et grâce aux travaux de Rosalind Franklin. Cette structure biochimique originale est un pilier de la vie, c’est elle qui code les protéines qui vont structurer le vivant, faire fonctionner les métabolismes, permettre la pathogénicité des virus, des bactéries… c’est la clé qui permet de comprendre l’hérédité, qui permet de comprendre la transmission de maladie… Cette découverte marque un tournant dans la façon d’envisager le « faire de la biologie ».
La même année, à Chicago, un jeune homme du nom de Stanley Miller notait les résultats d’une expérience qui devait le rendre célèbre : il avait constitué dans un ballon de verre un mélange gazeux analogue à l’atmosphère primitive de notre planète avant l’apparition de la vie : de l’ammoniac, du méthane, de la vapeur d’eau et un peu d’hydrogène. Pendant une semaine, il envoya des décharges électriques sous haute tension pour mimer les décharges orageuses au-dessus de l’océan primitif ; à la fin en examinant les dépôts aqueux, il découvrit des acides aminés. Miller démontre que les briques de la vie peuvent naître de la matière inerte.

## D'autres faits marquants en 1953
1953, Texas, un étudiant en psychologie, James V. MacConnel commence à dresser des plathelminthes, et il découvre ainsi des choses incroyables sur les mécanismes de la mémoire, tellement incroyables qu’il passe pour un charlatan pendant plus de 10 ans.
1953, près de Munich, l’éthologiste allemand Konrad Lorenz consacre ses recherches sur une réflexion sur le devenir de l’humanité: « Pour qui est pleinement conscient des menaces qui pèsent sur l’humanité, il est presque impossible de conserver quelque optimisme quant à son évolution future ».
1953, Montréal, un jeune docteur, James Olds, découvre par des études fines utilisant des électrodes branchées sur le cerveau d’un rat, les centres du plaisir.
Ces découvertes, et bien d’autres encore ont donc marqué le point de départ de la biologie moderne. La découvert dans les années 1930 de la microscopie électronique qui permet d’observer des entités nanométriques a permis l’émergence de nouvelles disciplines, ou leur essor, comme la biologie moléculaire, la génétique ou encore la microbiologie.

### Labiologie moléculaire

Le colza, important support dans la recherche pour les OGM

Au croisement de la génétique, de la biochimie et de la physique, la biologie moléculaire est une discipline scientifique dont l'objet est la compréhension des mécanismes de fonctionnement de la cellule au niveau moléculaire. Le terme « biologie moléculaire » désigne également l'ensemble des techniques de manipulations d'acides nucléiques (ADN, ARN), appelées aussi techniques de génie génétique.
L’avènement de cette discipline a notamment permis le développement d’organismes génétiquement modifiés (les OGM), mais également dans le domaine de la médecine de substances thérapeutiques recombinantes (l’insuline, les lipases gastriques, les interférons…)

### Lagénétique
C’est la science qui étudie les fonctions chimiques inhérentes à une espèce particulière de molécules appelée gène. Une de ses branches, la génétique formelle ou mendélienne, s'intéresse à la transmission des caractères héréditaires entre des géniteurs et leur descendance. Ce terme regroupe un nombre important de disciplines, la plupart associées à la biologie.
On commence à bien connaître certaines maladies génétiques comme la mucoviscidose, la drépanocytose ou encore l’hémophilie.

### Lamicrobiologie
La microbiologie est la science traitant du « vivant invisible » (bactéries, virus, prions...)

Avant découverte de la structure de l'ADN, des scientifiques comme Pasteur ou Koch avaient déjà répertorié de nombreuses bactéries. L’apport des nouvelles connaissances a permis de comprendre de manière précise et exacte les phénomènes de Pathogénèse, de virulence, de possibilités de mutation… on met ainsi au point des thérapeutiques mieux adaptées, qui prennent en compte les possibilités de résistances aux antibiotiques, par l’analyse de gènes… On a ainsi mis au point des traitements contre la tuberculose, la diphtérie, la rage ou l’hépatite B.

Plus récemment, il y a une quinzaine d’année, la maladie de la vache folle fit son apparition. Elle mit au jour un nouveau type d’élément pathogène, à la limite du monde vivant qu’est le prion.